# Santa Fé de Goiás
Santa Fé de Goiás är en kommun i Brasilien.   Den ligger i delstaten Goiás, i den centrala delen av landet, 300 km väster om huvudstaden Brasília. Antalet invånare är 4 768.
Omgivningarna runt Santa Fé de Goiás är huvudsakligen savann. Runt Santa Fé de Goiás är det mycket glesbefolkat, med 3 invånare per kvadratkilometer.